# Gibbafroneta gibbosa
Genre
Espèce
Gibbafroneta gibbosa, unique représentant du genre Gibbafroneta, est une espèce d'araignées aranéomorphes de la famille des Linyphiidae.

## Distribution
Cette espèce est endémique du Congo-Kinshasa.

## Publication originale
- Merrett, 2004 : A revision of African mynoglenines (Araneae: Linyphiidae: Mynogleninae). Bulletin of the British Arachnological Society, vol. 13, no 1, p. 1-30.